# Ley Sherman Antitrust
La Ley Sherman Antitrust (en inglés, Sherman Antitrust Act), publicada el 2 de julio de 1890, fue la primera medida del gobierno federal estadounidense para limitar los monopolios. El acta declaró ilegales los trust, por considerarlos restrictivos para el comercio internacional. Fue creada por el senador estadounidense de Ohio John Sherman, y aprobada por el presidente Benjamin Harrison.
Esta ley prohíbe ciertas actividades de negocios que el gobierno federal declara como actos de anti-competencia y requiere de investigación para perseguir empresas grandes con poder en el mercado. Pretende prevenir el incremento artificial de precios restringiendo el intercambio o el material. El monopolio inocente es perfectamente legal pero actos por parte de un monopolista para preservar artificialmente ese estatus o viles contratos para crear un monopolio, no lo son. El propósito de la Ley Sherman no es proteger a los competidores de daño por legitimidad.

## Texto Original
El texto original está dividido en tres secciones. La sección 1 delinea y prohíbe conductas anticompetitivas, mientras que la sección 2 trata de los resultados a las conductas que son por naturaleza anticompetitivas. Por lo tanto, estas secciones se complementan para lograr que negocios violen la idea de esta medida, mientras que técnicamente se mantienen al borde de la ley. La sección 3 simplemente extiende las especificaciones de la sección 1 para los territorios Americanos y el Distrito de Columbia.
Su texto original dice: 

Every contract, combination in the form of trust or otherwise, or conspiracy, in restraint of trade or commerce among the several States, or with foreign nations, is declared to be illegal.
Traducción al español : Todo contrato o combinación en la forma de trust u otra, o colusión, en restricción del intercambio o (libre) comercio entre los diversos estados o con naciones extranjeras, es declarado ilegal.
Ley Sherman Antitrust.

## Descripción
La ley Sherman  (en  inglés ,  Sherman Antitrust Act)  fue creada en Estados Unidos en el año 1890 por John Sherman, senador estadounidense de Ohio, con el objetivo de prohibir la creación de monopolios dentro del comercio estadounidense, al igual que impedir la fusión de compañías o el conspirar para restringir a la competencia.     El acta declaró ilegales los trust, por considerarlos restrictivos para el comercio internacional.
La Ley Sherman declara ilegal todo contrato, combinación y conspiración que limite irrazonablemente el comercio interestatal y extranjero. Esto incluye acuerdos entre competidores para fijar precios, arreglar licitaciones y repartirse clientes. La Ley Sherman también declara ilegal la monopolización de cualquier parte del comercio interestatal. El monopolio ilegal existe cuando solo una empresa controla el mercado respecto de un producto o servicio, y ha obtenido ese poder de mercado, no porque su producto o servicio es superior a otros, sino al suprimir la competencia con conducta anticompetitiva. La Ley no se viola simplemente cuando la competencia enérgica de una empresa y precios más bajos le quitan ventas a competidores menos eficientes—eso es la competencia funcionando como debe
Existen antecedentes en donde la regulación contiene privilegios de monopolio. La Ley Sherman no pretendió proteger la competencia, era una ley de ideales proteccionista para defender a los negocios pequeños y menos eficientes en contra de competidores más grandes.
Las condiciones de la economía cambiaron muy rápido a finales del siglo XIX. Como por ejemplo: la llegada del ferrocarril y del transporte unieron territorios, redujeron los costos de los incentivos y la producción, además de los costos de transportación. El avance de la tecnología llevó a que se produjera más de muchos bienes, haciendo más complejos a los mercados capitales. Mientras todo esto ocurría existían muchas personas en disconformidad con estos cambios, por lo tanto hacían el uso de los poderes de regulación del Estado. Fue donde se aprobó en 1890 esta ley.
Los artículos 1 y 2 de la Ley Sherman en EUA son semejantes a los Artículos 101 y 102 del Tratado de Funcionamiento de la Unión Europea. En donde se prohíben los acuerdos contrarios a la competencia y abuso de posición dominante.

### Consecuencias
Las violaciones a la Ley Sherman asociadas a acuerdos entre competidores suelen castigarse como delitos penales mayores. Solo el Departamento de Justicia tiene poder para entablar enjuiciamientos penales bajo la Ley Sherman. Para delitos cometidos antes del 22 de junio de 2004, se puede multar a violadores individuales en hasta 350,000 dólares y los mismos pueden ser sentenciados hasta 3 años en prisión federal por cada delito, y se puede multar a las empresas en hasta 10 millones de dólares por cada delito. Para delitos cometidos a partir del 22 de junio de 2004, inclusive, se puede multar a violadores individuales en hasta 1 millón de dólares y los mismos pueden ser sentenciados  hasta 10 años en prisión federal por cada delito, y se puede multar a las empresas en hasta 100 millones de dólares por cada delito. Bajo algunas circunstancias, las multas máximas pueden ser aún superiores a los máximos de la Ley Sherman, hasta el doble de las ganancias o pérdidas en cuestión.

### ¿Por qué surgió la ley?
- Evitar la creación de monopolios y para proteger la competencia (dentro del comercio estadounidense).
- La riqueza del mercado se comenzaba a centrar en un grupo pequeño, es decir, la acumulación de recursos que es dañino para los negocios.
- Para evitar que se controlen los precios de manera no deseada.
- Prevenir que se limite el comercio.
- Primera medida del gobierno estadounidense.
- Prohibir que las iniciativas vayan desapareciendo.
- Evitar el estancamiento del mercado estadounidense.

## Casos Actuales
Un caso sobre la aplicación de la Ley Sherman fue en 1982 con la compañía de telecomunicaciones American Telephone & Telegraph AT&T, la cual al empezar a crear un monopolio de la industria de comunicaciones en Estados Unidos, se le tuvo que implementar la Ley Sherman, dando como resultado la creación de varias pequeñas compañías, para que no residiera todo el poder en solo una.
Otro caso fue en 2001 cuando Microsoft intentó monopolizar el mercado de navegadores, al tener posesión de todas las licencias en todo el mundo de sistemas operativos para ordenadores personales (PC) compatibles, con intel. La Ley Sherman también se implementó en este caso, para terminar con el monopolio creado por esta empresa.
“En el país de las grandes empresas; la Ley Sherman se convirtió en un instrumento legal para impedir que una de las partes de la dinámica económica prevalezca sobre los otros, pero además la judicatura no vaciló en aplicarla cuando los más poderosos abusaban de su posición.

## Intención Legislativa
Como se explica por la Suprema Corte de Justicia de los Estados Unidos en el caso Spectrum Sports, Inc. v. McQuillan 506 U.S. 447 (1993):
El propósito de la Ley Sherman no es proteger negocios del funcionamiento del mercado; sino proteger al público de la caída del mercado. Esta ley se dirige, no contra la conducta competitiva, sino, estrictamente, contra la conducta que genera tendencias injustas que destruyen la competencia misma.

## Aplicación Legal

### Base constitucional para la legislación
El congreso reclamó el poder para pasar la Ley Sherman a través de su autoridad constitucional para regular el comercio entre estados.  Por lo tanto, las cortes federales solo tienen jurisdicción para aplicar esta ley a las conductas que contengan o afecten ya sea el comercio entre estados o el comercio dentro del Distrito de Columbia. Esto requiere que el demandante demuestre que conducta ocurrió durante el flujo del comercio entre estados o los efectos evidentes que tuvo esta conducta ocurrida durante el comercio entre estados.

## Modificaciones

### Ley Clayton Antitrust
Fue dictada en 1914, en donde se prohibió la fijación de precios, las adquisiciones y fusiones que disminuían la competencia. Legalizó las huelgas pacíficas, además declaró que la mano de obra no podía reprimirse o controlarse por un medio injusto. Con esta ley se prohibía principalmente los contratos exclusivos para todas las empresas en el mismo campo de comercial.

## Penas por faltas
Las violaciones a la Ley Sherman asociadas a acuerdos entre competidores suelen castigarse como delitos penales mayores. Solo el Departamento de Justicia tiene poder para entablar enjuiciamientos penales bajo la Ley Sherman. Para delitos cometidos antes del 22 de junio de 2004, se puede multar a violadores individuales en hasta 350,000 dólares y los mismos pueden ser sentenciados a hasta 3 años en prisión federal por cada delito, y se puede multar a las empresas en hasta 10 millones de dólares por cada delito. Para delitos cometidos a partir del 22 de junio de 2004, inclusive, se puede multar a violadores individuales en hasta 1 millón de dólares y los mismos pueden ser sentenciados a hasta 10 años en prisión federal por cada delito, y se puede multar a las empresas en hasta 100 millones de dólares por cada delito. Bajo algunas circunstancias, las multas máximas pueden ser aún superiores a los máximos de la Ley Sherman, hasta el doble de las ganancias o pérdidas en cuestión.